# スコット級駆逐艦
スコット級嚮導駆逐艦（英語: Scott-class flotilla leader）は、イギリス海軍の嚮導駆逐艦の艦級。アドミラルティ型あるいは標準嚮導型と称されることもある。

## 来歴
第一次世界大戦中の1916年4月、ドイツ帝国海軍の新しい大型水雷艇が12.7cm砲を搭載するという情報がもたらされた（S-113級; 実際には45口径15cm砲搭載）。これに対抗するため、V/W級駆逐艦を指揮するための1916年度の嚮導駆逐艦では砲熕火力の強化が志向されることになり、野砲転用の45口径12cm砲（BL 4.7インチ砲Mk.I）を5門搭載するソーニクロフト型（シェイクスピア級）が開発された。
しかし当時、同級の設計・建造を担当していたソーニクロフト社の建造能力は限界に達しており、所要数の建造は不可能であった。このことから、ソーニクロフト社以外の造船所によって、海軍本部による伝統的なアドミラルティ式設計による嚮導駆逐艦が建造されることとなった。これによって建造されたのが本級である。

## 設計
上記の経緯より、船体の基本諸元はソーニクロフト型（シェイクスピア級）と同様のものとなっており、大型の船体で36ノットの速力を実現するための機関部容積の増大や、太さと高さが等しい扁平な2本煙突などの特徴も同様である。船首楼の舷側には強いフレアが付された一方、缶室付近では軽いタンブルホーム船型となっている。
従来の嚮導駆逐艦が3軸推進艦であったのに対し、本級では、ソーニクロフト型（シェイクスピア級）と同様に2軸推進艦となった。ボイラーはヤーロウ式重油専焼水管ボイラー、主機はパーソンズ式オール・ギヤード・タービンを基本として、ホーソン・レスリー社艦ではブラウン・カーチス式を採用した。しかし軽量船体の建造技術にかけては、各社の技術はソーニクロフト社には及ばず、結果として、本級の多くは計画速力には達しなかった。例えば「モントローズ」では、1,935トンの状態での海上公試で34.669ノットの速力を記録した。

## 装備
装備面ではソーニクロフト型（シェイクスピア級）が踏襲され、船首楼甲板と艦尾甲板にそれぞれ背負式に45口径12cm砲（BL 4.7インチ砲Mk.I）の単装砲架を2基ずつ搭載、煙突間のプラットフォームに3番砲を設置した。なお砲盾の後方が開放されていることから、1・5番砲の砲員を2・4番砲の爆風から守るため、2・4番砲を架しているプラットフォームにはブラストスクリーンが設置された。また対空兵器もソーニクロフト型と同様で、39口径40mm高角機銃（QF 2ポンド・ポンポン砲Mk.II）に加えて、後部煙突後方のプラットフォームに45口径7.6cm高角砲（QF 3インチ砲Mk.I）を搭載した。
対艦兵器もソーニクロフト型と同構成で、従来の駆逐艦・嚮導駆逐艦の53.3cm連装魚雷発射管にかえて、本級では新開発の3連装発射管を搭載した。
第二次世界大戦時には、イギリス海軍の現役艦5隻全てで3番砲の撤去や舷側と艦橋ウィングへの機銃（QF 2ポンド砲またはエリコン20mm）装備が行われたほか、2隻が1番砲をSボート対策用の6ポンド連装砲と換装、2隻が1番砲を対潜用のヘッジホッグと換装した。その他、艦によって魚雷発射管の一部撤去やルイス連装機銃の装備が行われている。

## 同型艦
同型艦10隻が発注されたが、うち2隻はキャンセルとなって、8隻が竣工した。ほかに準同型艦としてチュルカ級駆逐艦がスペインで建造されている。
- スコット（HMS Scott） - 1918年8月15日、オランダ沖でドイツ潜水艦UC17の雷撃で沈没[3]
- ブルース（HMS Bruce） - 1939年に退役し、実艦的として沈没[3]
- ダグラス（HMS Douglas） - 1945年3月20日売却[3]
- キャンベル（HMS Campbell） - 1947年2月18日売却[3]
- マルカム（HMS Malcolm） - 1945年7月25日売却[3]
- マッキィ（HMS Mackay） - 1947年2月18日売却[3]
- スチュアート（HMS Stuart）
→ 1933年10月11日付で豪海軍に貸与（HMAS Stuart）[4]
- モントローズ（HMS Montrose） - 1946年1月31日売却[3]
- バリントン（HMS Barrington） - 1919年に建造中止[3]
- ヒューズ（HMS Hughes） - 1919年に建造中止[3]